# Малое Погорелово
Малое Погорелово — деревня в Верховажском районе Вологодской области.
Входит в состав Шелотского сельского поселения, с точки зрения административно-территориального деления — в Шелотский сельсовет.
Расстояние по автодороге до районного центра Верховажья — 71,5 км, до центра муниципального образования Шелоты — 2 км. Ближайшие населённые пункты — Афонинская, Фофановская, Шелота, Большое Погорелово, Степаново, Якунинская, Дресвянка, Татаринская.
По переписи 2002 года население — 13 человек.